# 鸯伽
鸯伽，也译瞻波国，是公元前12世纪到前6世纪位于今印度次大陆东部孟加拉国一带的国家。相传该国得名于开国君主鸯伽王子。据《大唐西域记》记载，其国周四千余里，气候炎热潮湿，民风淳朴。其首都瞻波城因遍植瞻波树而得名。鸯伽与摩揭陀国相邻，曾经在抵抗摩揭陀国的侵略中取得过胜利，但最终仍为频毗娑罗所灭。在《摩诃婆罗多》中，迦尔纳统治该国。
佛教典籍《增支部》将其列为十六雄国之一。

## 君主列表
- 鸯伽（瓦里王之子，该国的同名建立者）
- 迦尔纳
- 巨车
- Vrishasena
- Samudrasena
- Chandrasena
- 多摩梨
- 毛足王（萨罗十车王的朋友）
- Chitraratha
- Vrihadratha
- Vasuhoma
- Dhatarattha（摩诃婆罗多中记载）
- Dhadivahana（摩诃婆罗多中记载）
- Bramhadatta（末代国君，为频毗娑罗所杀）[4]

## 延伸阅读
[在维基数据编辑]
 《欽定古今圖書集成·方輿彙編·邊裔典·瞻波部》，出自陈梦雷《古今圖書集成》